# Siegfried Lienhard
Siegfried Jakob Lienhard, född 29 augusti 1924 i Sankt Veit an der Glan, Österrike, död 6 mars 2011 i Danderyds församling, Stockholms län, var en svensk indolog.

## Biografi
Siegfried Lienhard fullbordade sin gymnasieutbildning 1942 och inledde därefter studier i indologi, filosofi och jämförande indoeuropeisk språkvetenskap vid Wiens universitet. Han doktorerade 1949, varpå följde ytterligare studier vid Sorbonne, en tjänst som assistent till professor Ernst Waldschmidt i Göttingen 1952–1955 samt en vistelse i Indien, där han åren 1955–1957 undervisade i tyska vid Benares Hindu University samtidigt som han förkovrade sig i sanskrit och hindi.
Efter återkomsten till Europa arbetade han en tid vid Det Kongelige Bibliotek i Köpenhamn innan han 1959 fick tjänsten som universitetslektor i indologi vid Stockholms högskola och året därpå blev han docent. Från 1962 till 1967 verkade han som professor i indologi vid Kiels universitet. Han återkom dock till Stockholm, där han åren 1967–1990 innehade professuren i indologi, särskilt nyindisk filologi.
Lienhart ägnade mycket uppmärksamhet åt språket newari och newarernas kultur, och tilldelades för sina forskningsinsatser ett pris av Stiftelsen Språk och kultur vid Umeå universitet 2004. Han forskade även kring indisk poesi och religion i Nepal. Han invaldes som ledamot av Kungliga Vitterhets Historie och Antikvitets Akademien 1982 och av Academia Europaea 1989.